# Vol 811 de United Airlines

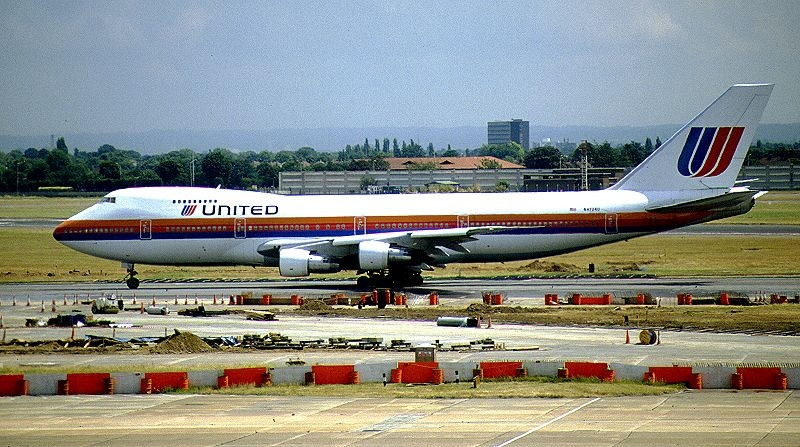
El mateix avió a Heathrow, el 1993, després de ser reparat i registrat de nou com a N4724U.

El vol 811 de United Airlines va experimentar una descompressió explosiva el 24 de febrer de 1989, quan la porta de càrrega s'obrí en ple vol, i la descompressió consecutiva va aspirar nou passatgers, que van resultar morts.

## Accident
L'avió es va enlairar de l'aeroport de Honolulu, Hawaii. Va volar cap a Nova Zelanda amb una escala en Los Angeles, EUA.
A bord hi havia 355 persones. El 747 es va enlairar de Honolulu enmig de la nit. De sobte, la comporta de càrrega de l'avió s'obrí i es desprengué.
La descompressió deixà un enorme forat al costat dret de l'avió, i foren aspirat nou passatgers. Alguns d'ells caigueren a l'Oceà Pacífic i d'altres disparats als motors 3 i 4.
A causa d'això, els pilots van apagar el motor 3, ja que estava malmès. Al no saber la gravetat del problema, l'enginyer de vol va decidir baixar per veure què passava. Quan tornà altre cop a la cabina, l'enginyer va avisar els altres pilots del gran forat i la situació.
Els pilots informaren el Control de Trànsit Aeri i decidiren de tornar a Honolulu. També van haver de descendir a una altura respirable, ja que el subministrament d'oxigen va ser malmès per la violenta explosió.
Després, els pilots van apagar el motor 4, ja que també s'havia danyat. Havien d'aterrar aviat, ja que un jumbo molt carregat no pot volar amb 2 motors gaire temps.
Finalment, el jumbo aterrà a Honolulu i no s'estavellà. S'evacuaren 346 persones i nou foren desaparegudes, o presumiblement, mortes.

## Causa
La NTSB conclou al principi que la porta de càrrega no s'havia tancat bé abans d'enlairar-se l'avió. Lee Cambell va ser una de les víctimes, els seus pares van començar a investigar pel seu propi compte i van descobrir que Boeing havia fet un mal disseny de la porta.
Boeing va dissenyar la porta perquè s'obrís cap a fora. En tancar-se era fàcil que s'obrís en ple vol. Ja havien passat incidents i accidents semblants abans.
El 1972, un DC-10 nord-americà va experimentar quelcom semblant sense morts. El 1974, un DC-10 turc li va passar el mateix i van morir 346 persones. Finalment el 1988, un 747 de Pan Am no va assolir enlairar-se bé i va tornar a l'aeroport. Van descobrir que la porta de càrrega es va obrir 4 cm.
Després de la investigació dels Cambell, la NTSB va concloure que la porta de càrrega tenia defectes de disseny. Boeing va advertir a les aerolínies que havien de reforçar les portes en un termini de 18 mesos.
Desgraciadament, això requeria que els avions es quedessin deu hores fora de servei; un cost molt alt. Immediatament després de l'incident del vol 811 el termini es va reduir a 30 dies.